# 98. Deutscher Katholikentag

Katholikentag in Mannheim

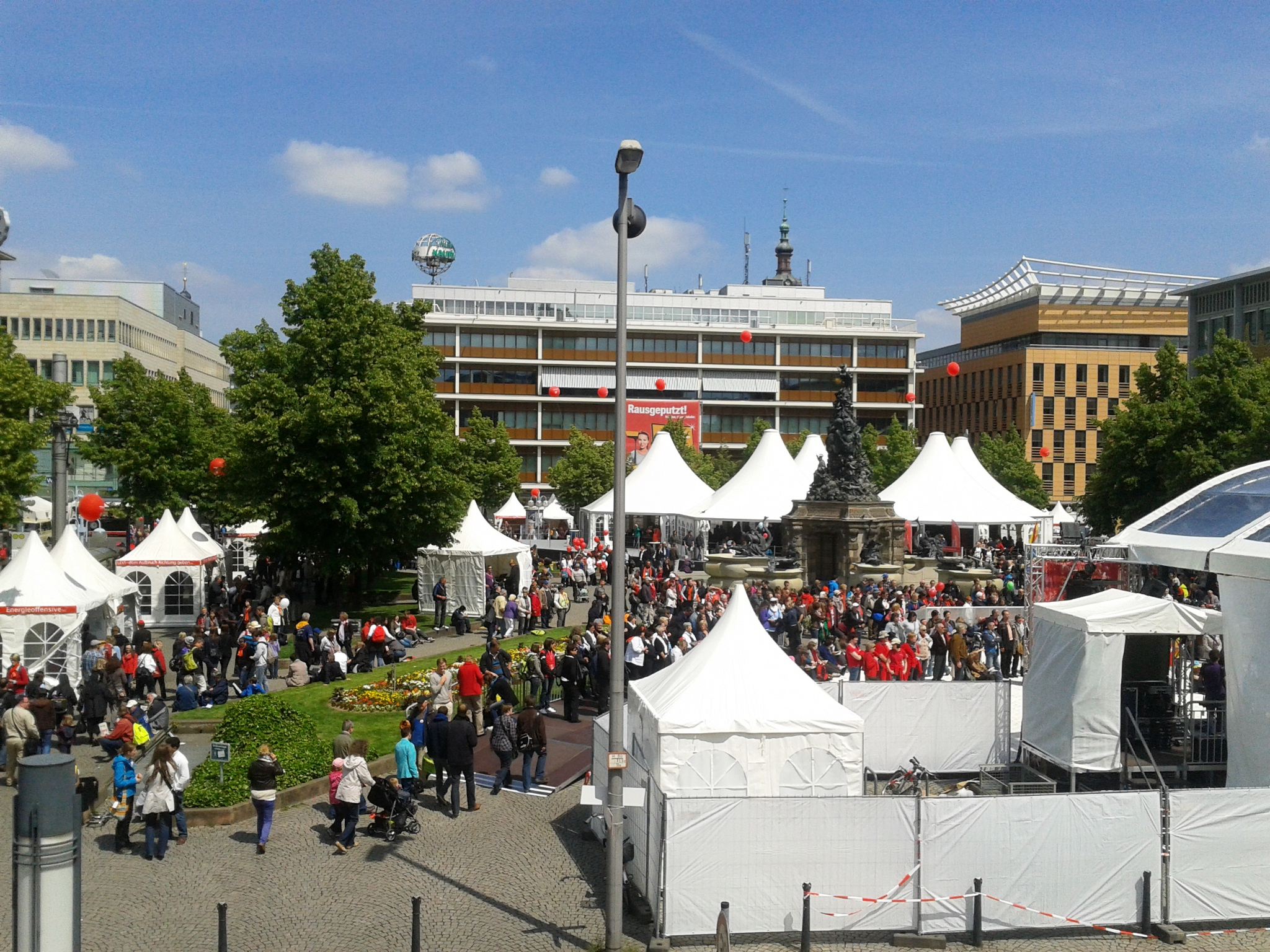
Kirchenmeile auf dem Paradeplatz

Der 98. Deutsche Katholikentag fand vom 16. bis zum 20. Mai 2012 in Mannheim statt. Gastgeberin war die Erzdiözese Freiburg, die gemeinsam mit dem Zentralkomitee der deutschen Katholiken Veranstalter des Katholikentages war. Der Katholikentag stand unter dem Leitwort „Einen neuen Aufbruch wagen“. Er wurde von 80.000 Menschen besucht, darunter 33.000 Dauerteilnehmern.
Nach 1902 war dies der zweite Katholikentag in Mannheim. Die Vorbereitungen für 2012 begannen bereits zwei Jahre vorher, als direkt nach dem Ökumenischen Kirchentag 2010 die Geschäftsstelle in der Mannheimer Oststadt ihre Arbeit aufnahm.
Beginn des Katholikentags war am Mittwoch, 16. Mai, mit einer zentralen Eröffnungsveranstaltung auf dem Marktplatz. Anschließend stellte sich die Erzdiözese Freiburg vor. Am Donnerstag, 17. Mai, fand ein Christi-Himmelfahrt-Gottesdienst statt; am Sonntag, 20. Mai, der Hauptgottesdienst mit 20.000 Teilnehmern auf dem Ehrenhof des Mannheimer Schlosses. Insgesamt gab es während des Katholikentags mehr als 80 Gottesdienste mit besonderen thematischen und liturgischen Akzenten.
Von Donnerstag bis Samstag fanden Veranstaltungen in vier Themenbereichen statt:
- Wege zu einer zukunftsfähigen Kirche
- Wege zu einer Kultur der Gerechtigkeit
- Wege zu einer Kultur des Lebens
- Wege zu einer Kultur der Verantwortung für das Gemeinwohl

Zentraler Veranstaltungsort war der Mannheimer Rosengarten. Viele der mehr als 1.200 Veranstaltungen wurden aber auch verteilt über die ganze Innenstadt und die angrenzenden Stadtteile durchgeführt. Zwölf Zentren mit Schwerpunktthemen waren in Schulen eingerichtet. Die Kirchenmeile in der Innenstadt hatte mehr als 250 Stände und mehrere Aktionsbühnen.

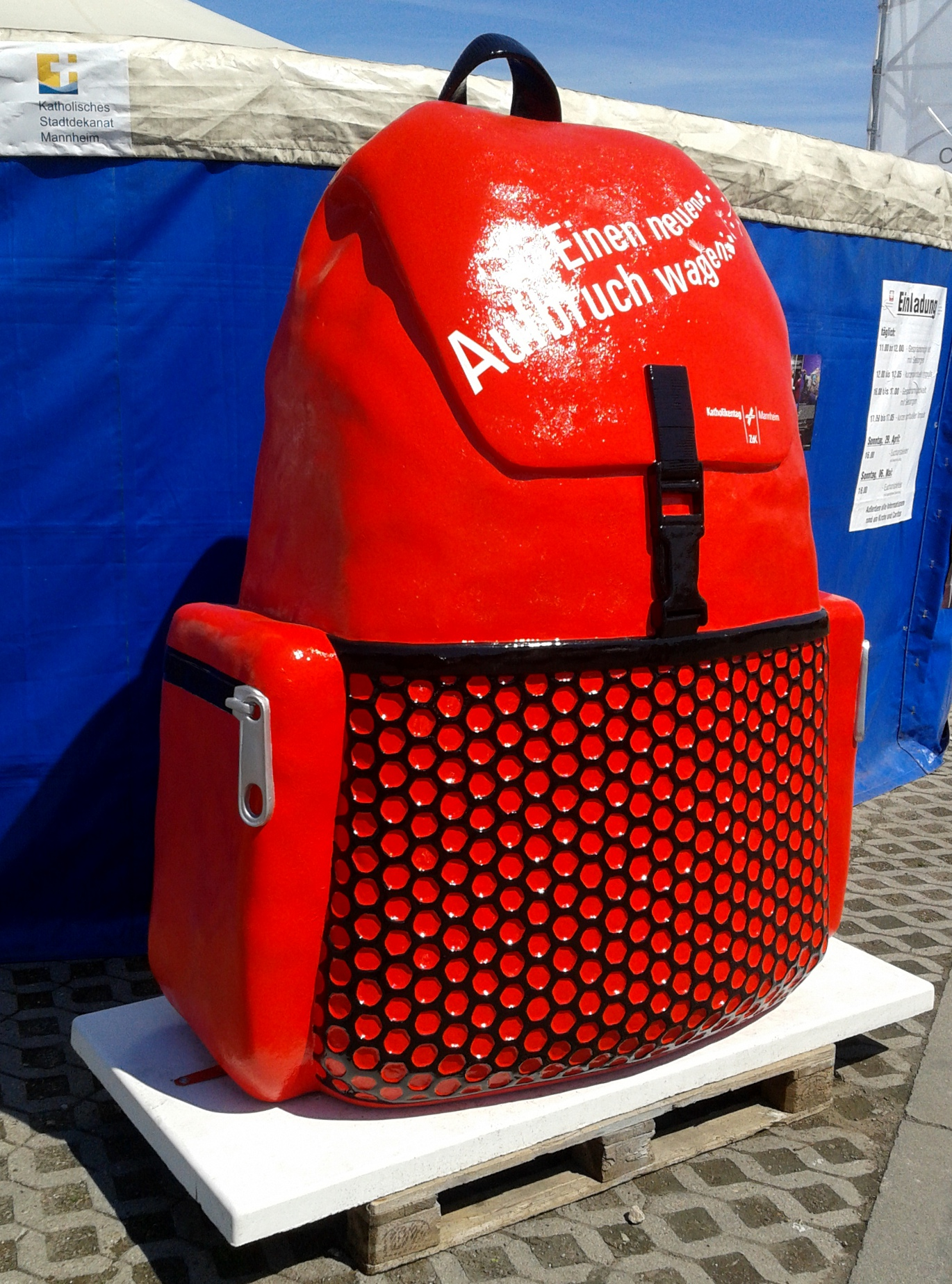
Der Rucksack symbolisiert das Leitwort des Katholikentags „Einen neuen Aufbruch wagen“
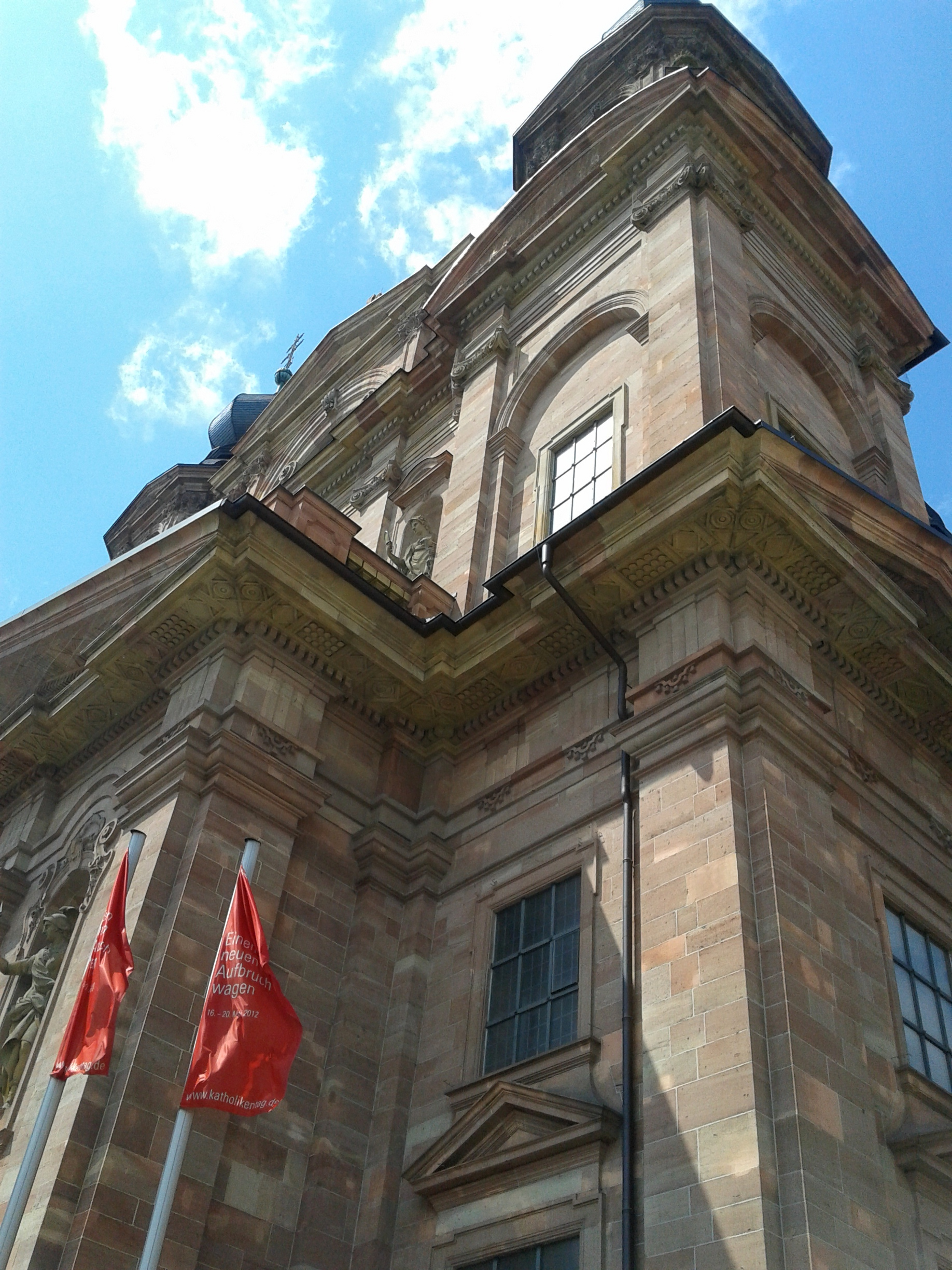
Beflaggung an der Mannheimer Jesuitenkirche
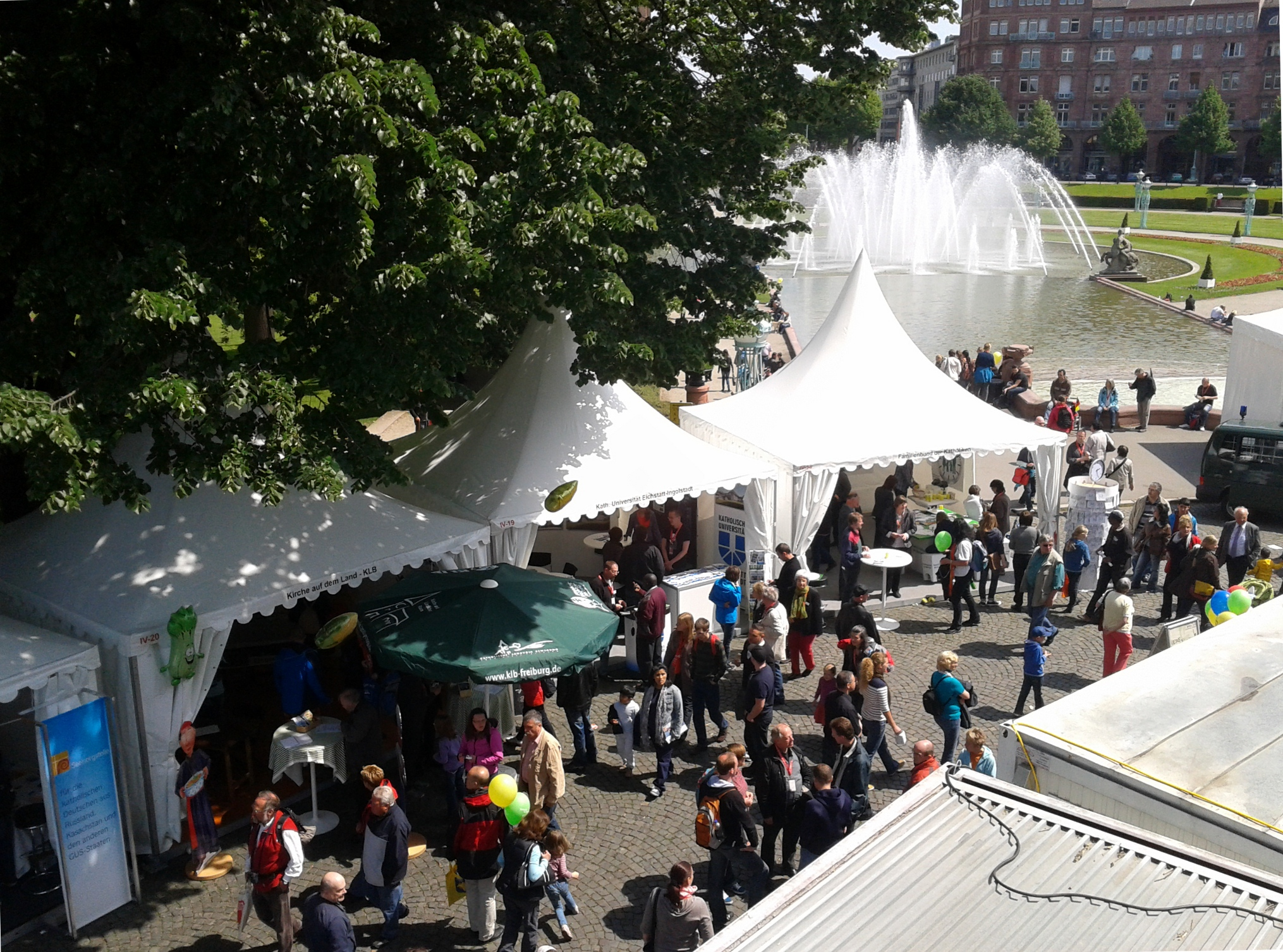
Kirchenmeile auf dem Friedrichsplatz